# 海南蛛毛苣苔
海南蛛毛苣苔（学名：Paraboea hainanensis）为苦苣苔科蛛毛苣苔属下的一个种。其种加词“hainanensis”意为“海南的”。